# Bryan Coquard
Bryan Coquard (* 25. dubna 1992) je francouzský profesionální silniční cyklista jezdící za UCI WorldTeam Cofidis.

## Kariéra

### Začátky
Coquard začal závodit v sedmi letech v roce 1999 za klub US Pontchâteau. V roce 2009 Coquard vyhrál omnium na mistrovství světa v dráhové cyklistice juniorů a scratch na mistrovství Evropy v dráhové cyklistice juniorů. Svůj titul v omniu se mu v roce 2010 povedlo obhájit, také získal stříbro ve scratchi. V červnu 2011 se Coquard stal mistrem Francie v omniu poté, co se mu podařilo vyhrát 5 z 6 závodů. Po těchto úspěších byl vybrán do reprezentace Francie na letních olympijských hrách 2012 v Londýně. Coquard získal stříbrnou medaili v omniu za vítězným Lassem Normanem Hansenem z Dánska.

### Team Europcar (2013–2017)
V srpnu 2012 bylo oznámeno, že Coquard dočasně opustí svět dráhové cyklistiky a že podepsal dvouletý kontrakt s UCI Professional Continental týmem Team Europcar od sezóny 2013.
Svou sezónu 2013 Coquard zahájil na přelomu ledna a února na Étoile de Bessèges, kde vyhrál 2 etapy, svá první profesionální vítězství kariéry. V roce 2015 Coquard vyhrál úvodní etapu závodu Čtyři dny v Dunkerku. Součástí etapy byly dlážděné úseky, na nichž se peloton postupně rozpadl na malé izolované skupinky. Coquard se dostal do té skupiny, která se ocitla na čele závodu, a v cíli z ní vyhrál sprint o vítězství.
Svou sezónu 2016 Coquard zahájil dvěma vítězstvími ve dvou úvodních etapách na Étoile de Bessèges. V přípravě na únorový etapový závod Vuelta a Andalucía si však zlomil lopatku, kvůli čemuž promeškal svůj první cíl sezóny, závod Paříž–Nice. Jeho dalším cílem sezóny byly klasiky, kde získal druhé místo na Dwars door Vlaanderen a čtvrté místo na Brabantském šípu i Amstel Gold Race. V květnu téhož roku pak vyhrál svůj první etapový závod kariéry, když na Čtyřech dnech v Dunkerku triumfoval mimo celkového pořadí i v třech etapách.

### Vital Concept (2018–2021)
V srpnu 2017 bylo oznámeno, že Coquard podepsal dvouletý kontrakt s UCI Professional Continental týmem Vital Concept od sezóny 2018. Do týmu přišel krátce poté, co byl vynechán ze sestavy svého týmu Direct Énergie na Tour de France 2017. Coquard také dostal nabídku od UCI WorldTeamu Quick-Step Floors, ale zamítl ji, neboť si myslel, že mu bude přidělena role druhého sprintera za Fernandem Gaviriou.
Svůj debut za tým Vital Concept si Coquard odbyl v lednu 2018 na Sharjah International Cycling Tour. V únoru získal své první sezóny 2018 na závodu Kolem Ománu, kde v úvodní etapě porazil ve sprintu Marka Cavendishe. Krátce předtím Coquardovi těsně uniklo vítězství v úvodní etapě Étoile de Bessèges, když ho na cílové pásce předjel Christophe Laporte, zatímco Coquard předčasně oslavoval své vítězství.

### Cofidis (2022–)
V srpnu 2021 bylo oznámeno, že Coquard podepsal dvouletý kontrakt s UCI WorldTeamem Cofidis od sezóny 2022.
V lednu 2023 získal Coquard po 10 letech v profesionálním pelotonu a 48 vítězstvích svůj první triumf v závodě, který je součástí UCI World Tour, série nejprestižnějších cyklistických závodů na světě. Ve čtvrté etapě Tour Down Under se mu podařilo se při dělení pelotonu kvůli větru dostat do rozsáhlé přední skupiny, která bojovala o vítězství. V závěrečném sprintu pak s přehledem porazil všechny ostatní závodníky a v cíli tak mohl slavit vítězství.

## Hlavní výsledky

### Silniční cyklistika
2010
Mistrovství Evropy
 2. místo silniční závod juniorů
2012
vítěz Grand Pric Cristal Energie
Tour de Berlin
vítěz 5. etapy
Mistrovství světa
 2. místo silniční závod do 23 let
2013
vítěz Châteauroux Classic
Étoile de Bessèges
 vítěz bodovací soutěže
vítěz etap 2 a 4
Tour de Langkawi
vítěz etap 8 a 9
Tour de Picardie
2. místo celkově
vítěz 2. etapy
2. místo Val d'Ille Classic
2. místo Grand Prix de Denain
3. místo Grand Prix de Fourmies
5. místo Paříž–Camembert
5. místo Boucles de l'Aulne
6. místo Tour de Vendée
8. místo Grand Prix d'Isbergues
2014
vítěz Route Adélie
vítěz Paříž–Camembert
Étoile de Bessèges
vítěz etap 3 a 4
Tour de Picardie
3. místo celkově
vítěz 1. etapy
2015
Route du Sud
 vítěz bodovací soutěže
vítěz etap 2 a 4
Étoile de Bessèges
vítěz 3. etapy
Čtyři dny v Dunkerku
2. místo celkově
 vítěz bodovací soutěže
 vítěz soutěže mladých jezdců
vítěz 1. etapy
Tour de Picardie
4. místo celkově
4. místo Grand Prix de Plumelec-Morbihan
4. místo Brussels Cycling Classic
5. místo Trofeo Playa de Palma
5. místo Grand Prix de la Somme
9. místo Trofeo Santanyi-Ses Salines-Campos
10. místo Grand Prix de Denain
2016
Čtyři dny v Dunkerku
 celkový vítěz
 vítěz bodovací soutěže
 vítěz soutěže mladých jezdců
vítěz etap 1, 2 a 3
Boucles de la Mayenne
 celkový vítěz
 vítěz bodovací soutěže
vítěz prologu a 2. etapy
vítěz Route Adélie
Étoile de Bessèges
 vítěz bodovací soutěže
vítěz etap 1 a 2
Route du Sud
vítěz etap 1 a 2
Circuit de la Sarthe
vítěz etapy 2a
2. místo Dwars door Vlaanderen
3. místo Grand Prix de Fourmies
3. místo Tour de Vendée
4. místo Brabantský šíp
4. místo Clásica de Almería
4. místo Amstel Gold Race
5. místo Paříž–Tours
6. místo Grand Prix d'Isbergues
2017
Circuit de la Sarthe
 vítěz bodovací soutěže
vítěz etap 2a a 4
Vuelta a Andalucía
vítěz 4. etapy
Volta a la Comunitat Valenciana
vítěz 5. etapy
Kolem Belgie
vítěz 1. etapy
2018
Kolem Ománu
vítěz 1. etapy
Čtyři dny v Dunkerku
vítěz 4. etapy
2. místo Paříž–Bourges
Sharjah International Cycling Tour
7. místo celkově
Kolem Belgie
7. místo celkově
vítěz 5. etapy
2019
vítěz Grand Prix Pino Cerami
vítěz Grote Prijs Marcel Kint
Circuit de la Sarthe
 vítěz bodovací soutěže
vítěz 2. etapy
Tour de Wallonie
 vítěz bodovací soutěže
Étoile de Bessèges
vítěz 1. etapy
Arctic Race of Norway
vítěz 2. etapy
Čtyři dny v Dunkerku
vítěz 4. etapy
2. místo Cholet-Pays de la Loire
Boucles de la Mayenne
3. místo celkově
vítěz 3. etapy
3. místo Tour de Vendée
5. místo Grand Prix de Plumelec-Morbihan
5. místo Grand Prix d'Isbergues
6. místo La Roue Tourangelle
Kolem Belgie
7. místo celkově
vítěz 5. etapy
8. místo Paříž–Chauny
2020
Route d'Occitanie
vítěz 1. etapy
Národní šampionát
2. místo silniční závod
3. místo Scheldeprijs
2021
2. místo Grand Prix du Morbihan
3. místo Grand Prix La Marseillaise
Boucles de la Mayenne
4. místo celkově
5. místo Paříž–Bourges
6. místo Paříž–Tours
2022
vítěz Tour de Vendée
Étoile de Bessèges
vítěz 2. etapy
Tour de La Provence
vítěz 2. etapy
2. místo La Roue Tourangelle
3. místo Paříž–Bourges
6. místo Grand Prix La Marseillaise
7. místo Omloop van het Houtland
10. místo Circuit Franco–Belge
2023
Mistrovství světa
 2. místo smíšená týmová štafeta
4. místo Kampioenschap van Vlaanderen
4. místo Tour de Vendée
5. místo Route Adélie
5. místo Paříž–Chauny
Région Pays de la Loire Tour
7. místo celkově
vítěz etap 1 a 3
8. místo Paříž–Bourges
Tour Down Under
10. místo celkově
vítěz 4. etapy
2024
2. místo Clàssica Comunitat Valenciana 1969
4. místo Muscat Classic
AlUla Tour
7. místo celkově
10. místo Gran Premio Castellón

#### Výsledky na Grand Tours
| Grand Tour      | 2014                             | 2015                             | 2016                             | 2017                             | 2018                             | 2019                             | 2020                             | 2021                             | 2022                             | 2023                             | 2024                             |
| --------------- | -------------------------------- | -------------------------------- | -------------------------------- | -------------------------------- | -------------------------------- | -------------------------------- | -------------------------------- | -------------------------------- | -------------------------------- | -------------------------------- | -------------------------------- |
| Giro d'Italia   | Nezúčastnil se během své kariéry | Nezúčastnil se během své kariéry | Nezúčastnil se během své kariéry | Nezúčastnil se během své kariéry | Nezúčastnil se během své kariéry | Nezúčastnil se během své kariéry | Nezúčastnil se během své kariéry | Nezúčastnil se během své kariéry | Nezúčastnil se během své kariéry | Nezúčastnil se během své kariéry | Nezúčastnil se během své kariéry |
| Tour de France  | 104                              | 110                              | 113                              | —                                | —                                | —                                | 122                              | DNF                              | —                                | 98                               | 104                              |
| Vuelta a España | —                                | —                                | —                                | —                                | —                                | —                                | —                                | —                                | DNF                              | DNF                              | DNF                              |

| —   | Nezúčastnil se |
| DNF | Nedokončil     |

### Dráhová cyklistika
2009
Mistrovství světa juniorů
 vítěz omnia
Mistrovství Evropy juniorů
 vítěz scratche
 3. místo týmová stíhačka
2010
Mistrovství světa juniorů
 vítěz omnia
 2. místo scratch
Mistrovství Evropy juniorů
 3. místo scratch
 3. místo madison (s Romainem Le Rouxem)
 3. místo týmová stíhačka
Národní juniorský šampionát
 vítěz individuální stíhačky
2. místo madison (s Jauffreym Betouigt-Suirem)
Národní šampionát
2. místo omnium
2011
Národní šampionát
 vítěz scratche
 vítěz týmové stíhačky
2. místo madison (s Morganem Lamoissonem)
Mistrovství Evropy
 2. místo omnium
2012
Národní šampionát
 vítěz omnia
 vítěz madisonu (s Morganem Lamoissonem)
3. místo scratch
Olympijské hry
 2. místo omnium
Mistrovství Evropy do 23 let
 2. místo omnium
 2. místo bodovací závod
2. místo Šest dní v Grenoblu (s Morganem Kneiskym)
2013
Mistrovství Evropy do 23 let
 vítěz madisonu (s Thomasem Boudatem)
 2. místo scratch
 2. místo týmová stíhačka
2015
Mistrovství světa
 vítěz madisonu (s Morganem Kneiskym)
Mistrovství Evropy
 vítěz eliminačního závodu
Národní šampionát
 vítěz madisonu (s Thomasem Boudatem)
 vítěz týmové stíhačky
2. místo omnium
2019
Mistrovství Evropy
 vítěz bodovacího závodu
 2. místo eliminační závod